# إيمي فاندربلت
إيمي فاندربلت (بالإنجليزية: Amy Vanderbilt)‏ هي كاتِبة أمريكية، ولدت في 22 يوليو 1908 في نيويورك في الولايات المتحدة، وتوفي بنفس المكان في 27 ديسمبر 1974 بسبب كسر الجمجمة.

## وصلات خارجية
- إيمي فاندربلت على موقع IMDb (الإنجليزية)
- إيمي فاندربلت على موقع الموسوعة البريطانية (الإنجليزية)
- إيمي فاندربلت على موقع إن إن دي بي (الإنجليزية)